# Caryocorbula tarasconii
Caryocorbula tarasconii is een tweekleppigensoort uit de familie van de Corbulidae. De wetenschappelijke naam van de soort is voor het eerst geldig gepubliceerd in 2007 door Arruda, Domaneschi, Francisco & Barros.